# Gregor Mendel
Gregor Johann Mendel (phiên âm: Grê-gô Giô-han Men-đen) (20 tháng 7 năm 1822 – 6 tháng 1 năm 1884) là một nhà khoa học, một linh mục Công giáo người Áo thuộc Dòng Augustine, ông được coi là "cha đẻ của di truyền hiện đại" vì những nghiên cứu của ông về đặc điểm di truyền của đậu Hà Lan. Mendel chỉ ra rằng đặc tính di truyền tuân theo những quy luật nhất định, ngày nay chúng ta gọi là Định luật Mendel. Hiện nay, nội dung các định luật của ông rất đơn giản nhưng rất cơ bản, được công bố vào năm 1865 và xuất bản vào năm 1866; tuy nhiên, khi ông còn sống, ý nghĩa và tầm quan trọng trong các công trình nghiên cứu của ông không được công nhận, người ta cũng không quan tâm đến các nghiên cứu của ông. Đến tận năm 1900 (đầu thế kỷ 20) các nhà khoa học mới phát hiện lại bài báo "Thí nghiệm lai giống thực vật" của Mendel và các phát hiện của ông mới được công nhận, khi đó ông được tôn vinh như là nhà khoa học thiên tài, một danh hiệu ông xứng đáng được nhận từ lúc sinh thời; đồng thời năm 1900 được xem là năm ra đời của Di truyền học, còn Mendel là cha đẻ của ngành này.

## Tiểu sử
Mendel sinh ra trong một gia đình nói tiếng Đức ở Hynčice (Heinzendorf bei Odrau trong tiếng Đức), tại biên giới Moravian-Silesian, Đế quốc Áo (hiện là một phần của Cộng hòa Séc). Ông là con trai của Anton và Rosine (Schwirtlich) Mendel và có một chị gái tên là Veronika và một em gái tên là Theresia. Họ sống và làm việc tại một trang trại thuộc sở hữu của gia đình Mendel trong ít nhất 130 năm (ngôi nhà nơi Mendel được sinh ra hiện là một bảo tàng dành riêng cho Mendel). Thời thơ ấu, Mendel làm vườn và học nghề nuôi ong. Khi còn trẻ, ông theo học thể dục tại Opava (được gọi là Troppau trong tiếng Đức). Ông phải nghỉ bốn tháng trong thời gian học thể dục vì bệnh. Từ năm 1840 đến năm 1843, ông học triết học và vật lý thực tế và lý thuyết tại Viện triết học của Đại học Olomouc, nghỉ thêm một năm vì bệnh. Ông cũng vật lộn về tài chính để chi trả cho việc học và Theresia cho ông của hồi môn. Sau đó, ông giúp đỡ ba người con trai của bà, hai người trong số đó đã trở thành bác sĩ sau này.
Ông trở thành một người tu sĩ một phần vì nó cho phép ông có được một nền giáo dục mà không phải tự trả tiền cho nó. Là con trai của một người nông dân đang gặp khó khăn, theo cuộc sống tu sĩ, theo lời cha, đã cho ông "nỗi lo lắng thường trực về một cách kiếm sống."  Ông được đặt tên là Gregor (ehoř trong tiếng Séc) khi tham gia Dòng Augustino.
Khi Mendel vào khoa Triết học, Lịch sử và Nông nghiệp tự nhiên do Johann Karl Nestler đứng đầu, người đã tiến hành nghiên cứu sâu rộng về các đặc điểm di truyền của thực vật và động vật, đặc biệt là cừu. Theo lời giới thiệu của giáo viên vật lý Friedrich Franz, Mendel đã vào Tu viện Augustinian St Thomas ở Brno (được gọi là Brünn trong tiếng Đức) và bắt đầu đào tạo như một linh mục. Với tên khai sinh Johann Mendel, ông lấy tên Gregor khi bước vào đời tu. Mendel làm việc như một giáo viên trung học thay thế. Năm 1850, ông đã trượt phần thi vấn đề, phần cuối cùng trong ba phần thi của mình để trở thành một giáo viên trung học được chứng nhận. Năm 1851, ông được gửi đến Đại học Vienna để học dưới sự bảo trợ của Linh mục C. F. Napp để ông có thể được giáo dục chính quy hơn. Tại Vienna, nhờ giáo sư vật lý Christian Doppler, Mendel trở lại tu viện của mình vào năm 1853 với tư cách là một giáo viên, chủ yếu là vật lý. Năm 1856, ông tham gia kỳ thi để trở thành một giáo viên được chứng nhận và một lần nữa thất bại trong phần thi vấn đáp. Năm 1867, ông thay thế Napp làm quản lí tu viện.
Sau khi Mendel được nâng lên làm bề trên tu viện vào năm 1868, công việc khoa học của ông đã chấm dứt vì ông đã trở nên quá tải với các trách nhiệm hành chính, đặc biệt là tranh chấp với chính quyền dân sự về nỗ lực áp thuế đặc biệt đối với các tổ chức tôn giáo. Mendel qua đời vào ngày 6 tháng 1 năm 1884, ở tuổi 61 tại Brno do viêm thận mãn tính. Nhà soạn nhạc người Séc Leoš Janáček đã chơi organ trong đám tang của ông. Sau khi Mendel mất, vị bề trên tiền nhiệm đã đốt tất cả các giấy tờ trong bộ sưu tập của ông để đánh dấu sự chấm dứt các tranh chấp về thuế.

## Quá trình thí nghiệm

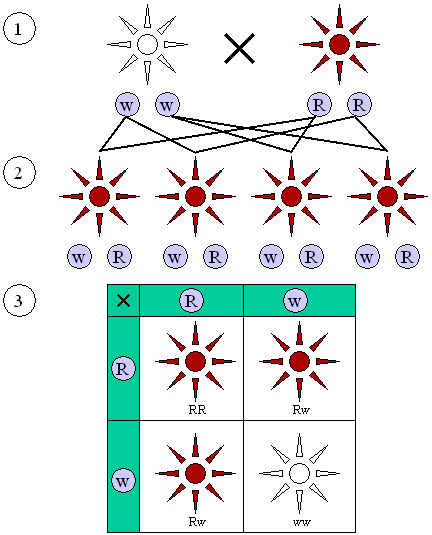
Tính trội và tính lặn (1) Thế hệ cha mẹ (2) Thế hệ F1 (3) Thế hệ F2

Bảng thống kê các tính trạng thí nghiệm của Mendel

Năm 1854, Bề trên tu viện, Ngài Cyril Napp cho phép Mendel lên kế hoạch cho một cuộc thí nghiệm lớn về lai tạo ngay tại tu viện. Mục đích của cuộc thí nghiệm này là để theo dõi việc di truyền các vật liệu di truyền trong các thế hệ con cháu lai. Các nhà chức trách trước đây đã quan sát thấy rằng các thế hệ con lai màu mỡ có xu hướng trở lại các loài có nguồn gốc, và do đó họ đã kết luận rằng lai tạo không thể là một cơ chế được sử dụng để nhân giống loài mặc dù trong một số trường hợp đặc biệt, một số giống lai màu mỡ dường như không hoàn nguyên (cái gọi là con lai không đổi). Mặt khác, các nhà lai tạo thực vật và động vật từ lâu đã cho thấy rằng việc lai tạo thực sự có thể tạo ra vô số hình thức mới. Điểm thứ hai được các chủ sở hữu đặc biệt quan tâm, bao gồm cả bề trên tu viện, người quan tâm đến lợi nhuận trong tương lai từ len của cừu Merino, do len cạnh tranh được cung cấp từ Úc.
Mendel đã chọn tiến hành nghiên cứu của mình trên đậu Hà Lan (Pisum sativum) vì đây là thực vật dễ trồng, có những tính trạng tương phản rõ rệt, tự thụ phấn khá chặt chẽ và tỷ lệ nảy mầm cao. Từ năm 1854 đến năm 1856, ông đã thử nghiệm 34 thí nghiệm lai về các tính trạng khác nhau của loài đậu này. Tổng cộng, ông đã thí nghiệm về bảy tính trạng khác nhau trên đậu Hà Lan, trong đó có các thí nghiệm chỉ lai về một cặp tính trạng và các thí nghiệm lai về nhiều cặp tính trạng.

## Tóm tắt kết quả thí nghiệm
- Trong các thí nghiệm về lai một cặp tính trạng, ông nhận thấy: 
  - thế hệ con lai đầu tiên (F1) biểu hiện tính trạng chỉ của một bên cây bố hoặc mẹ, nên Mendel gọi tính trạng này là tính trạng trội, còn tính trạng không biểu hiện ở F1 là tính trạng lặn. Tuy nhiên, khi cho các cây lai F1 tự thụ phấn để sinh ra thế hệ F2, thì ông nhận thấy tính trạng lặn lại xuất hiện, ông giải thích hiện tượng này là do "giao tử thuần khiết"; đồng thời, bằng phương pháp thống kê, ông cũng nhận thấy F2 có tỷ lệ kiểu hình trung bình của các thí nghiệm luôn xấp xỉ tỷ lệ 3 trội: 1 lặn.
  - Khi cho từng cây F2 tự thụ phấn để sinh ra thế hệ F3, thì các cây F3 phân ly thành ba nhóm: một nhóm mang tính trạng trội là thuần chủng (ông kí hiệu là AA) chiếm khoảng 1/4, một nhóm mang tính trạng trội không thuần chủng (ông kí hiệu là Aa) chiếm khoảng 1/2, còn một nhóm toàn mang tính trạng lặn (ông kí hiệu là aa) chiếm khoảng 1/4. Do đó, ông đã biểu diễn tỷ lệ 3 trội: 1 lặn là 3A + 1a, còn tỷ lệ thuần chủng được biểu diễn thành biểu thức 1AA: 2Aa: 1aa.
- Trong các thí nghiệm về lai nhiều cặp tính trạng, ông thấy:
  - Nếu là lai hai cặp tính trạng, thì kết quả tổng quát ở F2 biểu diễn bằng biểu thức: (3A + 1a) x (3B + 1b) sinh ra các kiểu hình khác nhau, phân ly theo thống kê là 9: 3: 3: 1.
  - Nếu là lai ba cặp tính trạng, thì tương tự trên, kết quả tổng quát ở F2 biểu diễn bằng biểu thức: (3A + 1a) x (3B + 1b) x (3C + 1c).
- Mendel đã gọi các kí hiệu A, a hay B, b... đã dùng là các kí hiệu của những vật chất giả định mà ông gọi là nhân tố di truyền, mà hơn 100 năm sau - ngày nay - các nhà khoa học đã xác định chính là gen.